# Feithhuis
Het Feithhuis is een monumentaal pand aan het Martinikerkhof in de stad Groningen. Het huidige pand dateert uit het begin van de achttiende eeuw, het staat op de locatie waar eerder de weem van de Martinikerk stond. De Groninger hoogleraar Theodorus van Swinderen (1784-1851) woonde hier zijn hele leven. Het pand dankt zijn naam aan Johan Adriaan Feith die het in 1890 ging bewonen. Tegenwoordig heeft het pand een horecafunctie. Daartoe werd het pand van binnen, met toestemming van de Rijksdienst voor de Monumentenzorg, ingrijpend gemoderniseerd. Het Feithhuis grenst aan de achterzijde aan de Nieuwe Markt. Daar bevindt zich ook het terras van de horecagelegenheid. 
Het oudste deel van het huidige gebouw (sporen in het achterste deel) dateert volgens dendrochronologisch onderzoek van kort na 1452. De voorbeuk dateert uit 1665. 

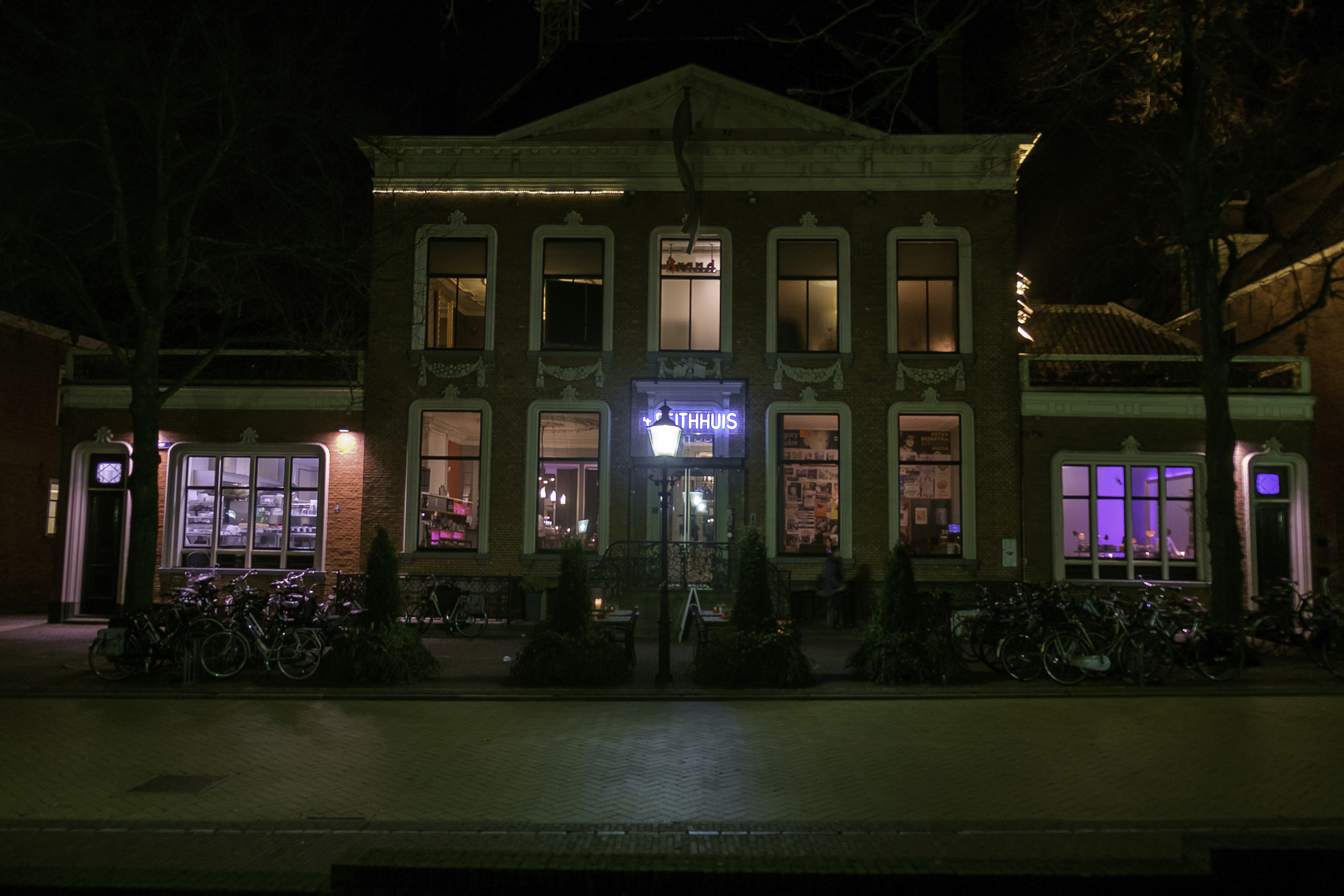
Het Feithhuis bij avond (2016)